# Capela de São Tiago (Macau)
A Capela de São Tiago foi construída em 1740 no Forte da Barra, extremo sul da península de Macau. É uma capela com estátua do santo e azulejos azuis e brancos que ilustram Nª. Srª. de Fátima e a Rainha Santa Isabel. O forte é hoje um elemento arquitectónico da Pousada de S. Tiago, erguida sobre as fundações desta estrutura de defesa. Esta pousada foi construída segundo os estilos arquitectónicos de Portugal , a antiga metrópole de Macau.
São Tiago é o protector militar de Macau, contando a lenda que fazia frequentemente a patrulha à cidade pelo que, às vezes, as botas eram encontradas cobertas de lama. Um soldado estava incumbido de limpar as botas do santo. Diz-se que uma vez o homem se esqueceu dessa obrigação, por isso a espada do santo fez-lhe um golpe na cabeça.